# Língua crioula anguilana
A língua crioula anguilana é uma variante da língua crioula inglesa de Barlavento. É falada na ilha de Anguila, que é  território ultramarino britânico, no Caribe. 
Embora seja classificado como um variante do crioulo inglês de Barlavento - que atualmente é falado em São Cristóvão e Neves, Antiga e Barbuda e Monserrate devido a uma história colonial britânica comum -, é, na verdade, mais semelhante às variantes do crioulo das Ilhas Virgens, falado nas Ilhas Virgens Britânicas e em São Martinho (tanto no lado francês como no neerlandês). O número de falantes do crioulo anguilano, em 2001, era de 11 500. No entanto, essa língua crioula não tem estatuto de língua oficial.